# Lima-Liturgie
Die Lima-Liturgie ist ein Formular für den Ablauf einer ökumenischen Eucharistiefeier, das eine mögliche Konkretisierung der Konvergenzerklärung „Taufe, Eucharistie und Amt“ der Kommission für Glauben und Kirchenverfassung des Ökumenischen Rats der Kirchen darstellt.

## Entstehung
Bei ökumenischen Konferenzen war es im 20. Jahrhundert zunächst üblich, dass die Teilnehmer nach Konfessionen getrennt eigene Gottesdienste feierten, und diese Trennung wurde als Gegensatz zu den in Gesprächen erzielten Annäherungen wahrgenommen. Die Lima-Liturgie bietet hierzu eine Alternative. Während der Konvergenztext in umfangreichen Beratungen erarbeitet wurde, ist die Lima-Liturgie das Werk eines Einzelnen. Max Thurian wurde hiermit beauftragt.
Da die Lima-Liturgie weitgehend, allerdings nicht konsequent der Struktur der Messe folgt (also eine besondere Ausformung einer westkirchlichen Liturgie darstellt), wirkt sie für Katholiken, Anglikaner und Lutheraner vertraut, unvertraut allerdings für Reformierte und Mitglieder von Freikirchen. Der altorientalische und orthodoxe Anteil dieser ökumenischen Liturgie kommt mehr durch einzelne Texte, weniger durch den Ablauf zur Geltung.
Am 15. Januar 1982 wurde in Lima erstmals ein Gottesdienst nach der Lima-Liturgie gefeiert; der Hauptzelebrant war Robert Wright (Episcopal Church in the USA). Im Juli 1982 fand ein Lima-Gottesdienst in der Kapelle des Ökumenischen Instituts Bossey statt, anlässlich des Treffens des ÖRK-Zentralkomitees; diese Feier leitete der ÖRK-Generalsekretär Philip Potter. Der vom damaligen Erzbischof von Canterbury, Robert Runcie, geleitete Abschlussgottesdienst der 6. ÖRK-Vollversammlung 1983 in Vancouver nach der Lima-Liturgie fand weltweit große Beachtung.
An den Gottesdiensten in Lima und in Vancouver nahmen die Repräsentanten der altorientalischen und orthodoxen Mitgliedskirchen sowie der römisch-katholischen Kirche teil, ohne aber die Kommunion zu empfangen, da sie die Bedingungen hierfür als nicht erfüllt ansahen.

## Ablauf
(Die Ordnungsziffern entsprechen der offiziellen deutschen Fassung; das entfaltete Eucharistiegebet ist kursiv.)
| Nr. | Teil                                       | Bemerkungen                                                                 |
| --- | ------------------------------------------ | --------------------------------------------------------------------------- |
| 1   | Gesang zum Eingang                         |                                                                             |
| 2   | Begrüßung (Votum)                          |                                                                             |
| 3   | Sündenbekenntnis                           |                                                                             |
| 4   | Absolution                                 |                                                                             |
| 5   | Kyrie-Litanei                              |                                                                             |
| 6   | Gloria                                     |                                                                             |
| 7   | Kollektengebet                             |                                                                             |
| 8   | Schriftlesung                              | aus dem Alten Testament, der Apostelgeschichte oder der Johannesoffenbarung |
| 9   | Zwischengesang                             |                                                                             |
| 10  | Epistellesung                              |                                                                             |
| 11  | Halleluja                                  |                                                                             |
| 12  | Evangelienlesung                           |                                                                             |
| 13  | Predigt                                    |                                                                             |
| 14  | Stille                                     |                                                                             |
| 15  | Glaubensbekenntnis                         | Nicäno-Konstantinopolitanum ohne Filioque                                   |
| 16  | Fürbittengebet                             |                                                                             |
| 17  | Lied, Gabensammlung und Gebet              | Gabenprozession                                                             |
| 18  | Dialog                                     | Dominus vobiscum – Sursum corda                                             |
| 19  | Präfation                                  |                                                                             |
| 20  | Sanctus                                    |                                                                             |
| 21  | Epiklese I und Akklamation                 | Herabrufung des Heiligen Geistes auf Brot und Wein                          |
| 22  | Einsetzungsworte und Akklamation           |                                                                             |
| 23  | Anamnese und Akklamation                   |                                                                             |
| 24  | Epiklese II und Akklamation                | Herabrufung des Heiligen Geistes auf die Gemeinde                           |
| 25  | Gedenkbitten und eschatologischer Ausblick |                                                                             |
| 26  | Abschluss                                  |                                                                             |
| 27  | Vaterunser                                 |                                                                             |
| 28  | Friedensgebet und Friedensgruß             |                                                                             |
| 29  | Votum zum Brotbrechen                      |                                                                             |
| 30  | Agnus Dei                                  |                                                                             |
| 31  | Austeilung                                 |                                                                             |
| 32  | Dankgebet                                  |                                                                             |
| 33  | Schlusslied                                |                                                                             |
| 34  | Sendungswort                               |                                                                             |
| 35  | Segen                                      |                                                                             |

## Besonderheiten
Charakteristisch für die Lima-Liturgie sind folgende Elemente:
- Stellung der Begrüßung (2) und des Glaubensbekenntnisses (15);
- Zusätzliche liturgische Elemente: Dritte Schriftlesung mit Zwischengesang (8 und 9), Stille nach der Predigt (14), Gabengebet (17), Brotbrechen (29), Sendungswort (34).
- Neue Zeichenhandlungen: Gabenprozession (17), mit einem Zeichen des Friedens verbundener Friedensgruß (28), Brotbrechen (29).
- In sich gegliedertes, von Antwortrufen der Gemeinde unterbrochenes Eucharistiegebet (18–26, hier kursiv).

Gegenüber einer Agende bzw. einem Messbuch fällt auf: Die Lima-Liturgie lässt weitgehend offen, welche Texte vom Hauptzelebranten und welche von anderen Geistlichen zu sprechen sind. Sie verzichtet völlig auf Rubriken, also Angaben zu Gesten und Handlungen.

## Rezeption

### Evangelisch (EKD)
Obwohl die Lima-Liturgie kein Teil der Konvergenzerklärung von Lima ist und daher auch nicht offiziell angenommen wurde, war die Rezeption dieses Gottesdienstablaufs im evangelischen Raum vielfältig. Es zeigte sich, dass in den Gemeinden, die Gottesdienste nach der Lima-Liturgie feierten, häufig Texte des Propriums neu ausgewählt wurden (7, 8, 10, 12, 16, 19, 32). Die Kyrie-Litanei (5) und andere Gebetstexte wurden gern im Wortlaut von Lima übernommen, offenbar als Rückverweis auf das „ökumenische Ereignis“ von Lima.
Besonders im lutherischen Raum folgte seit 1983 eine „Prüfung“ der Lima-Liturgie mit teils harscher Kritik (Hans Martin Müller, Reinhard Slenczka, Ernst Volk). Das große Eucharistiegebet von Lima, in das die Einsetzungsworte eingebettet sind, war in Kirchen der Reformation ungewohnt, indes durch liturgische Forschung und liturgische Innovation in ökumenischem Geist in vielen Gemeinde bereits vorbereitet. Auch exegetische Gründe sprechen nach Meinung von Frieder Schulz dafür, die Unterscheidung von Worten Jesu und Worten der Gemeinde, die im 16. Jahrhundert absolut gesetzt wurde, weniger zu betonen und insofern über Martin Luther hinauszugehen. Andere Kritiker vermissten spezifisch evangelische Abendmahlstheologie (das „für euch gegeben“), die in der Lima-Liturgie von einer universalen heilsgeschichtlichen Perspektive überlagert werde. Statt des sich im Abendmahl schenkenden Christus werde außerdem der Gottesdienst als ein Tun der Kirche relativ stark betont. Schwierig ist die Opfertheologie und Formulierungen der Fürbitten (Bitte für die Verstorbenen, Bedeutung Mariens und der Heiligen).
Während die Lima-Liturgie als Ganzes in evangelischen Gemeinden eher fremdartig blieb, adaptierten einzelne Landeskirchen liturgische Elemente daraus in ihre eigene liturgische Tradition. In der Württembergischen Landeskirche beispielsweise wurde Gabenbereitung (17), Friedensgruß (28) und Eucharistiegebet von Lima 1984 empfohlen. Die Nordelbische Kirche regte 1985 eine Erneuerung des sonntäglichen Hauptgottesdienstes auf Grundlage der Lima-Liturgie an.
Die Erarbeitung der Lima-Liturgie in den Landeskirchen spiegelt sich auch im Evangelischen Gottesdienstbuch. Es enthält das Eucharistiegebet von Lima, sprachlich überarbeitet, aber mit den kennzeichnenden zwei Epiklesen und Maranatha-Rufen der Gemeinde.

### Römisch-Katholisch
Bereits bei der Abfassung der Lima-Liturgie gab es nach Angaben von Max Thurian eine Vereinbarung mit Rom, dieses Formular nicht zur römisch-katholischen Feier der Eucharistie zu verwenden. Dieses Verbot wurde mehrfach bekräftigt.
Aus katholischer Sicht ist merkwürdig, dass es im Eingangsteil der Lima-Liturgie eine Absolution (4) gibt; hier folgt die Lima-Liturgie nach Angaben von Thurian der reformierten Gottesdiensttradition. Für eine sakramentale Absolution im katholischen Verständnis sind die Bedingungen aber nicht erfüllt. Trotz einiger Eigenwilligkeiten Thurians ist die Lima-Liturgie für Angelus Häußling und Reiner Kaczynski „ein akzeptables Meßformular.“ Umso weniger kann Rom die Lima-Liturgie zulassen, denn dadurch entstünde nach Häußling wegen der ungelösten Amtsfrage „die fatale, wirklich entlarvende Situation, daß mit den gleichen Worten in verschiedenen Kirchen Eucharistiefeiern gehalten würden, von denen, im Verständnis der katholischen Kirche, die einen gültig wären und die anderen nicht …“

### Altkatholisch
Das Eucharistiegebet von Lima liegt dem Eucharistiegebet VII in dem 1995 herausgegebenen altkatholischen Eucharistiebuch zugrunde. Nach Oliver Schuegraf ist dies die getreueste Übernahme des Lima-Textes in eine deutschsprachige Gottesdienstordnung.

## Text
- Frieder Schulz (Hrsg.): Die Lima-Liturgie: die ökumenische Gottesdienstordnung zu den Lima-Texten; ein Beitrag zum Verständnis und zur Urteilsbildung. Stauda, Kassel 1983. ISBN 3-7982-0178-1.